# Elżbieta Ryl-Górska

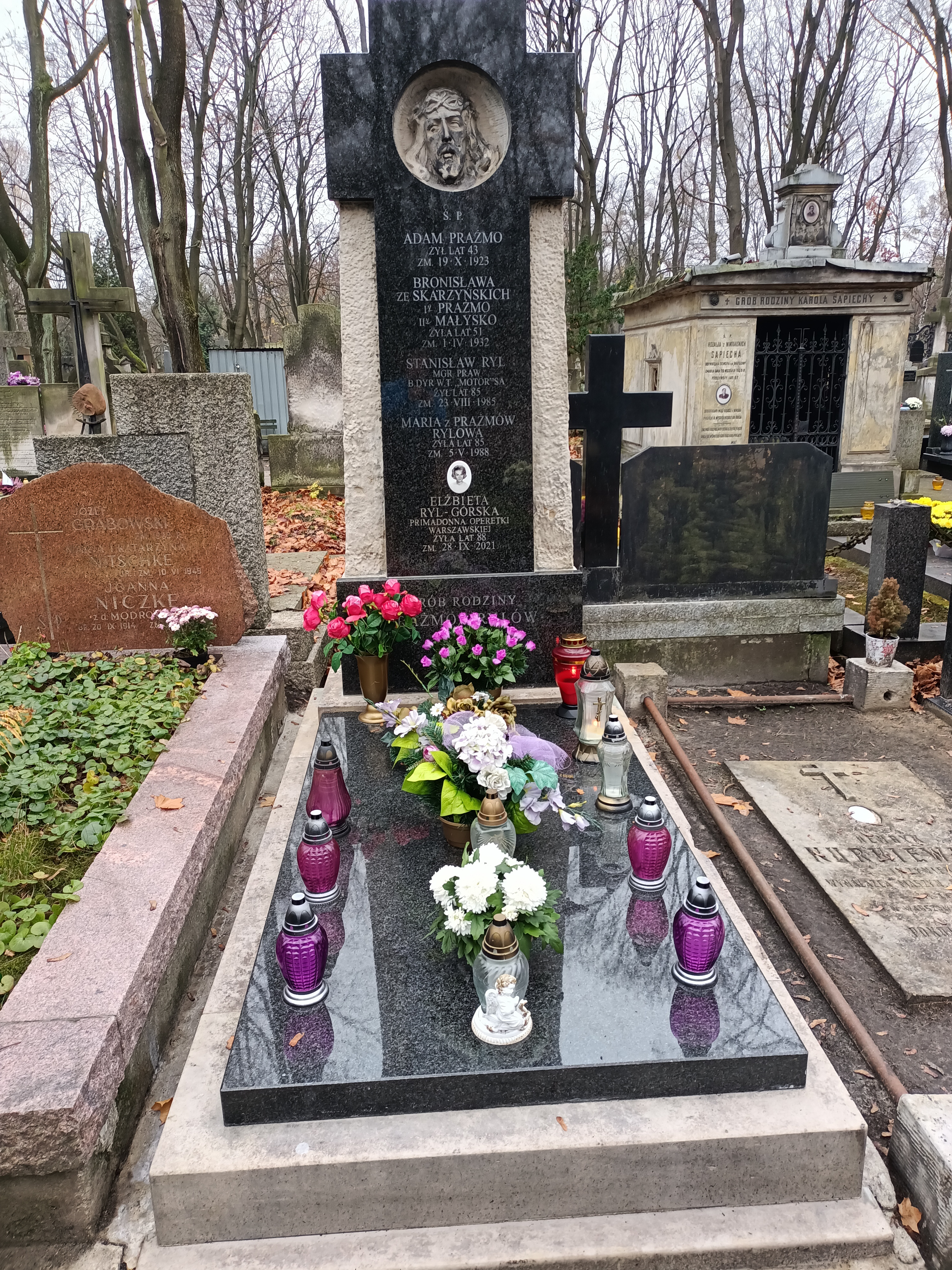
Nagrobek Elżbiety Ryl-Górskiej na cmentarzu Powązkowskim

Elżbieta Ryl-Górska (ur. 16 kwietnia 1933, zm. 28 września 2021) – polska śpiewaczka operetkowa (sopran), związana głównie z Operetką Warszawską oraz pedagog muzyczny.

## Życiorys
Dyplom w klasie śpiewu u Ady Sari uzyskała w 1954 roku. Jej opiekunami wokalnymi były: Ada Sari, Wanda Wermińska i Zofia Fedyczkowska.
W latach 1954–1982 była solistką Operetki Warszawskiej. Gościnnie śpiewała w Operetce Szczecińskiej, Krakowskiej, Operze Nova i Operze Wrocławskiej.
Koncertowała na wielu scenach całego świata, czterokrotnie w Stanach Zjednoczonych i Kanadzie, wielokrotnie w Niemczech, krajach Beneluksu, krajach byłego Związku Radzieckiego i wielu innych.
W latach 1982–1996 śpiewała we Frankfurcie nad Menem i koncertowała w Niemczech. Następnie mieszkała w Warszawie, zajmując się pracą pedagogiczną i nadal występując na estradzie.
Dokonała wielu nagrań radiowych i telewizyjnych. Wydała dwie płyty CD.

## Wykaz ról i koncertów

### W Polsce
- H. Berte „Domek trzech dziewcząt” 1954 r. Rózia (występ gościnny w Miejskim Teatrze Muzycznym w Krakowie w roli Grisi)
- J. Strauss „Noc w Wenecji” 1955 r. Barbara
- J. Offenbach „Życie paryskie” 1955 r. 1973 r. Metella, Baronowa
- C. Millocker „Gasparone” 1956 r. Carlotta
- J. Offenbach „Piękna Helena” Helena
- E. Kálmán „Księżniczka czardasza” 1957 r. 1980 r. Stasi, Sylwia
- J. Strauss „Zemsta nietoperza” 1958 r. 1971 r. 1978 r. Rosalinda (występ gościnny w Operze Wrocławskiej)
- J. Gaczek „Bal z Fanfanem” 1959 r. Panna Ziuta
- R. Heuberger „Bal w Operze” 1959 r. Hortensja (występ gościnny w Operetce Szczecińskiej)
- J. Offenbach „Orfeusz w piekle” 1960 r. Wenus
- G. Kramer „Dobranoc Bettino” 1960 r. Bettina
- M. Sart “Miss Polonia” 1961 r. Mariola – Miss Polonia
- C. Porter “Can-Can” 1961 r. Klaudyna
- J. Lawina – Świętochowski “Panna Wodna” 1962 r. Miss Mary
- G. Kramer „Czarujący Giulio” 1962 r. Dorothy
- F. Lehar „Wesoła wdówka” 1964 r. Walentyna 1977 r. 1982 r. Hanna Glavari
- D.F. Auber „Fra Diavolo” 1965 r. Zerlina (występ gościnny w Operze Bydgoskiej)
- T. Dobrzański „Loża królewska” 1966 r. Królowa
- G. Kramer „Niedziela w Rzymie” 1967 r. Sophilin Lolloe
- J. S. Milutin „Aniuta” 1968 r. Margarita Apołłonowa Kołakolcewa
- J. Offenbach „Rozbójnicy” 1969 r. Księżna
- M. Lida „Miłość szejka” 1970 r. Maria Hetmańska
- A. Pietrow „My chcemy tańczyć” 1972 r. Nina Wasyliewna
- K. Kurpiński „Zamek na Czorsztynie” 1974 r. Królowa Marysieńka
- R. Czubaty „Zapraszamy na rewię” 1975 r. różne postacie rewiowe
- R. Czubaty „Trzej Muszkieterowie” 1975 r. Królowa Anna
- R. Friml „Rose Marie” 1976 r. Lady Jane
- J. Strauss “Król walca” 1977 r. Jetty – I Żona Straussa
- A. Kołker „Wesele Kreczyńskiego” 1978 r. Anna Antonowna Atujewa
- J. Baszny „Skalmierzanki” 1978 Hrabina Wanda

### Występy zagraniczne
- W roli Hanny Glavari w „Wesołej Wdówce” F. Lehára i Sylwii w „Księżniczce czardasza” E. Kálmána (role tytułowe) występowała w latach sześćdziesiątych i siedemdziesiątych na scenach teatrów muzycznych ZSRR w Moskwie, Baku, Charkowie i Rydze.
- Czterokrotnie gościła w USA i Kanadzie występując na koncertach estradowych w programach: „Uśmiech za uśmiech” 1963 r. „Zgaduj – Zgadula” 1964 r. „Kabaret Dudek” 1966 r. „Sprawa o czardaszkę” 1970 r. „Kram z piosenkami” 1970 r.
- Koncerty estradowe w NRD w latach siedemdziesiątych, w Czechosłowacji w latach sześćdziesiątych, ZSRR w latach sześćdziesiątych i siedemdziesiątych oraz w latach siedemdziesiątych w Rumunii.
- W latach 1982–1996 liczne koncerty w RFN

### Nagrania i płyty CD
- Archiwalne nagrania w Polskim Radiu, TVP 1970 r.
- Nagranie operetki E. Kálmána „Księżniczka czardasza” rola tytułowa – Sylwia.
- W latach osiemdziesiątych Polskie Nagrania wydały dwie płyty analogowe „Najpiękniejsze arie operetkowe śpiewają Elżbieta Ryl Górska i Ryszard Wojtkowski” oraz „Pokochaj mnie” Elżbieta Ryl Górska i Ryszard Wojtkowski.
- Wydawnictwa CD:
  - 1998 r. „Elżbieta Ryl – Górska zaprasza do krainy operetki”,
  - 2006 r. „Elżbieta Ryl – Górska śpiewa…”